# John Doman
John Doman (Philadelphia (Pennsylvania), 9 januari 1945) is een Amerikaans acteur.

## Biografie
Doman heeft gestudeerd aan de Universiteit van Pennsylvania en haalde in 1966 zijn diploma in Engelse literatuur. Na zijn studeren nam hij dienst bij de United States Marine Corps en na zijn diensttijd werkte hij voor twintig jaar in de advertentiewereld.
Doman begon in 1993 met acteren in de film Empty Cradle. Hierna heeft hij nog meer dan 100 rollen gespeeld in films en televisieseries zoals Die Hard with a Vengeance (1995), Cop Land (1997), Oz (2001), The Practice (2000-2001), ER (1999-2003), Gracie (2007), Law & Order (1991-2008), The Wire (2002-2008), Damages (2009), Law & Order: Special Victims Unit (2000-2012) en Rizzoli & Isles (2010-2012).
Doman is getrouwd.

## Filmografie

### Films
Selectie:
- 2020 The Trial of the Chicago 7 - als Harry Moffet
- 2017 You Were Never Really Here - als John McCleary
- 2010 The Company Men – als Dysert
- 2007 Gracie – als coach Colasanti
- 2003 Mystic River – als chauffeur
- 1998 Mercury Rising – als Hartley
- 1997 Cop Land – als hulpverlener van Lassaro
- 1996 Beavis and Butt-Head Do America – als kapitien van vliegtuig / spreker van Witte Huis (animatiefilm)
- 1995 Die Hard with a Vengeance – als voorman

### Televisieseries
Uitgezonderd eenmalige gastrollen.
- 2024 The Big Cigar - als Abe Schneider - 2 afl.
- 2024 Eric - als Robert - 5 afl.
- 2022 Law & Order: Organized Crime - als Robert Silas - 4 afl.
- 2021 - 2022 City on a Hill - als Guy Dan - 15 afl.
- 2021 - 2022 Birdgirl - als Dog with Bucket Hat (stem) - 12 afl.
- 2020 - 2021 For Life - als Alan Burke - 8 afl.
- 2019 - 2020 The Boys - als Jonah Vogelbaum - 3 afl.
- 2014 - 2019 The Affair - als Bruce Butler - 14 afl.
- 2018 - 2019 Instinct - als Roger Reinhart - 2 afl.
- 2017 Berlin Station - als Richard Hanes - 9 afl.
- 2014 - 2017 Gotham - als Carmine Falcone - 31 afl.
- 2016 Feed the Beast - als Aidan Moran - 10 afl.
- 2014 - 2016 Person of Interest - als senator Ross Garrison - 10 afl.
- 2016 Madam Secretary - als CIA directeur Dennis Ellerman - 2 afl.
- 2015 House of Cards - als bisschop Charles Eddis - 2 afl.
- 2010 – 2014 Rizzoli & Isles – als Patrick Doyle – 7 afl.
- 2011 - 2014 Borgia – als Rodrigo Borgia – 35 afl.
- 2010 Burn Notice – als Bill Cowley – 2 afl.
- 2009 Damages – als Walter Kendrick – 10 afl.
- 2002 – 2008 The Wire – als William A. Rawis – 60 afl.
- 2003 CSI: Crime Scene Investigation – als rechter Slater – 2 afl.
- 1999 – 2003 ER – als dr. Carl Deraad – 10 afl.
- 2000 – 2001 The Practice – als agent Finaly – 3 afl.
- 2001 Oz – als Edward Galson – 4 afl.
- 1995 The City – als Murray Golden - ? afl.
- 1992 Loving - als Dobson - 6 afl.

### Computerspellen
- 2010 Fallout: New Vegas – als Caeser
- 2008 Need for Speed: Undercover – als FBI agent
- 2003 Manhunt – als Hoods
- 2003 Midnight Club II – als Diego
- 2002 Mafia: The City of Lost Heaven – als Don Morello

- Biblioteca Nacional de España: XX5322962
- Bibliothèque nationale de France: cb14486482s (data)
- Gemeinsame Normdatei: 142980617
- International Standard Name Identifier: 0000 0001 2281 9787
- Library of Congress Control Number: no2004102617
- Nationale Bibliotheek van Tsjechië: xx0155832
- Nationale Bibliotheek van Israël: 987007455054805171
- Nederlandse Thesaurus van Auteursnamen: 340505141
- Système universitaire de documentation: 140768181
- Virtual International Authority File: 76035782
- WorldCat: E39PBJfRyxmHCx9Y8G6QhV97HC